# Grönstensbälte
Grönstensbälte (eng. greenstone belt) är ett långsträckt område med vulkaniska och sedimentära mafiska eller ultramafuiska bergarter mellan områden med granit och gnejs. Deras sträckning kan vara från några tiotal till flera tusen kilometer. Grönstensbälten är i många fall äldre än 2,5 miljarder år och har utsatts metamorfos. Enligt en teori är de är rester av backarc-bassänger. I Sverige finns de främst i Norrbottens län, och utgör ibland förutsättningar för gruvor.
Den arkeiska jordskorpa som finns bevarad utgörs till stor del av grönstensbälten, som består av basiska vulkaniter och sediment-bergarter, omgivna av gnejser utvecklade från magmatiska intrusiv-bergarter. Vissa teorier anger grönstensbältena som en arkeisk motsvarighet till vår tids oceaniska jordskorpa medan gnejserna motsvarar kontinental jordskorpa.